# Флизелин
Флизели́н (нем. Vlieseline) — произошедшее от торговой марки название класса полусинтетических бумагоподобных нетканых материалов на основе проклеенных и непроклеенных, модифицированных и немодифицированных целлюлозных волокон с возможным добавлением волокон полиэстера.
Строго говоря, бумагу тоже можно считать разновидностью флизелина, хотя бумага и технология её изготовления появились раньше, чем были изобретены химически модифицированные волокна.
В отличие от флизелина, бумага всегда изготавливается из химически немодифицированных целлюлозных волокон. Дополнительные свойства бумаг достигаются за счёт внешних, по отношению к целлюлозной матрице, эффектов: проклейки, беления, мелирования, гофрирования, армирования и т. п.
Название «флизелин» (оригинальное название — нем. Vlieseline) является зарегистрированным товарным знаком, принадлежащим компании «Freudenberg & Co. KG» В русском языке слово «флизелин» теперь используется как нарицательное наименование бумагоподобных материалов, подобно другим торговым маркам, ставшим нарицательными (например «Ксерокс»).

## Свойства
По внешнему виду неокрашенный флизелин — бумагоподобный нетканый материал, белого, иногда желтоватого цвета.
За счёт модификации волокон и их химической сшивки при формовке материала флизелины обладают большей, чем обычные бумаги, прочностью на разрыв; стойкостью к истиранию; огнестойкостью.
В зависимости от вида химической модификации волокон, образующих матрицу флизелина, он может быть водорастворимым, смачиваемым или не смачиваемым водой. При этом листы, ленты и изделия из водонерастворимого флизелина не теряют формы при контакте с водой и не дают усадки при высыхании. За счёт повышенной стойкости матрицы флизелины, особенно несмачиваемые, слабо воспринимают загрязнения.
Материал практически не мнётся, жёсткие модификации при этом легко восстанавливают исходную форму. Материал легко воспринимает неводные краски, при этом можно получать флизелин практически любых цветов.

## Изготовление
Для изготовления флизелина сначала готовится бумажная масса на основе модифицированных целлюлозных волокон, жидкого носителя и специальных добавок. Затем жидкая основа методом непрерывного литья переводится в форму длинной ленты, которая допрессовывается, при необходимости проклеивается, высушивается и скатывается в рулоны.

## Виды
Выпускаются неудаляемые (обычный, иногда с клеевой основой) и удаляемые (водорастворимые) типы флизелинов.
Внутри каждого типа существует множество марок, различающихся по своим характеристикам и, соответственно, особенностям состава и технологии. Эти особенности производителями не раскрываются.
В промышленности флизелин выпускается в форме рулонов шириной от 30 до 150 см. В розничную продажу флизелин поступает как в виде рулонов, так и в виде отдельных листов, полосок, фигурных шаблонов (иногда с перфорацией).
| Марка                              | Поверхностная плотность, г/м2 | Ширина, см | Толщина, мм | Температура склеивания, °C | Время склеивания, с | С какими тканями используется                                               |
| ---------------------------------- | ----------------------------- | ---------- | ----------- | -------------------------- | ------------------- | --------------------------------------------------------------------------- |
| H-180                              | 33                            | 60         | 0,35        | 130—150                    | 8                   | От лёгких до облегчённых шёлковых, шерстяных (например габардин), вискозных |
| H-200                              | 45                            | 60         | 0,32        | 130—150                    | 8                   | Лёгкие хлопковые, вискозные, лавсановые                                     |
| H-410 (со стабилизирующими нитями) | 56                            | 60         | 0,4         | 130—150 (с увлажнением)    | 10—12               | От лёгких до тяжёлых                                                        |
| C-405                              | 27                            | 90         | 0,4         | 130—150                    | 8                   | Шёлковые и вискозные                                                        |
| E-420 (для кожи)                   | 50                            | 90         | 0,6         | 60—85                      | 8—19                | Велюр, лаковая и искусственная кожа                                         |

## Применение
Область применения флизелинов охватывает и те применения, в которых используется бумага, и те, в которых используются технические и обычные ткани, то есть упаковка, прокладки, подкладки, покрытия, шторы и экраны; основа для нанесения рисунка или текста полиграфическим способом.
Первоначально получил широкое распространение как подкладочный либо каркасный материал для стабилизации ткани при прошивке, вышивке, аппликации, других техниках изготовления и украшения изделий из нитей и тканей.
В связи с низкими показателями влагоёмкости и усадки при высыхании, приобрёл популярность как материал для изготовления флизелиновых обоев.
Применяется в медицине как биорастворимый (биорезорбируемый) инертный перевязочный материал.